# (37557) 1984 JR
1984 جاي أر (ويعرف أيضًا باسم (37557) 1984 جاي أر وفق تسمية الكوكب الصغير) (بالإنجليزية: 1984 JR)‏ هو كويكب ضمن حزام الكويكبات؛ وترتيبه 37557 من حيث الاكتشاف.
اكتُشف هذا الجُرم الفلكي بواسطة جيمس جيبسون ‏ في 9 مايو 1984.

## وصلات خارجية
- (37557) 1984 JR في قاعدة بيانات مختبر الدفع النفاث لأجرام النظام الشمسي الصغيرة

- الاكتشاف · مخطط المدار ·  العناصر المدارية · المعلمات المادية

- (37557) 1984 JR على موقع ويكي سكاي: DSS2, SDSS, GALEX, IRAS, Hydrogen α, X-Ray, Astrophoto, Sky Map, Articles and images